# 大量授權金鑰

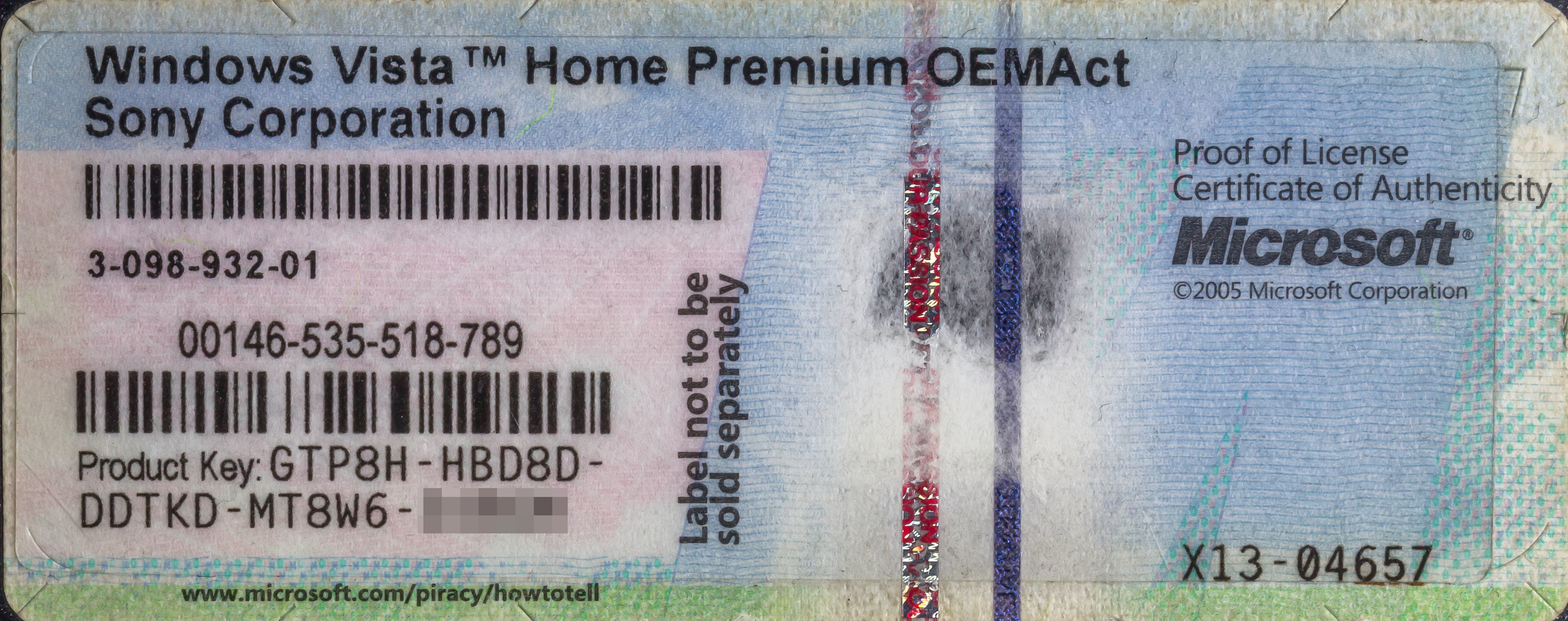
在有防偽標籤認證上的Windows Vista Home Premium產品金鑰

大量授權金鑰（英語：Volume License Key，簡稱VLK）是軟件公司使用的一個詞彙，使用者購買大量授權，便會獲得一產品金鑰，該金鑰可安裝於多部電腦。換言之，企業可於多台電腦使用同一產品金鑰，而不需為每台電腦輸入不同的金鑰。這種授權方式通常只給商業機構、政府和教育機構，價格會因購買數量、類型和使用條款而不同。
Microsoft也會為其軟件提供大量授權，包括Windows Vista、Windows 7 Pro、Windows 7 Enterprise、Windows 8、Windows 8.1、Windows 10、Windows Server和Microsoft Office。

## MAK & KMS
從Windows Vista開始，Microsoft使用多次啟用金鑰（MAK, Multiple Activation Keys）和金鑰管理伺服器（KMS, Key Management Server）取代舊的大量授權金鑰。用戶端需要每180天連接KMS。

## 濫用
FCKGW等遭濫用的大量授權金鑰從Windows XP SP1時代開始湧現，並皆已由微軟列入黑名單。微軟稱他們無需滿足盜用者的軟件需求。為此微軟專門為Windows XP SP2研發了一個能檢測非法密鑰甚至未使用的非法密鑰的金鑰認證引擎。

## 外部連結
- Microsoft's website on VLK（页面存档备份，存于）